# Mitella

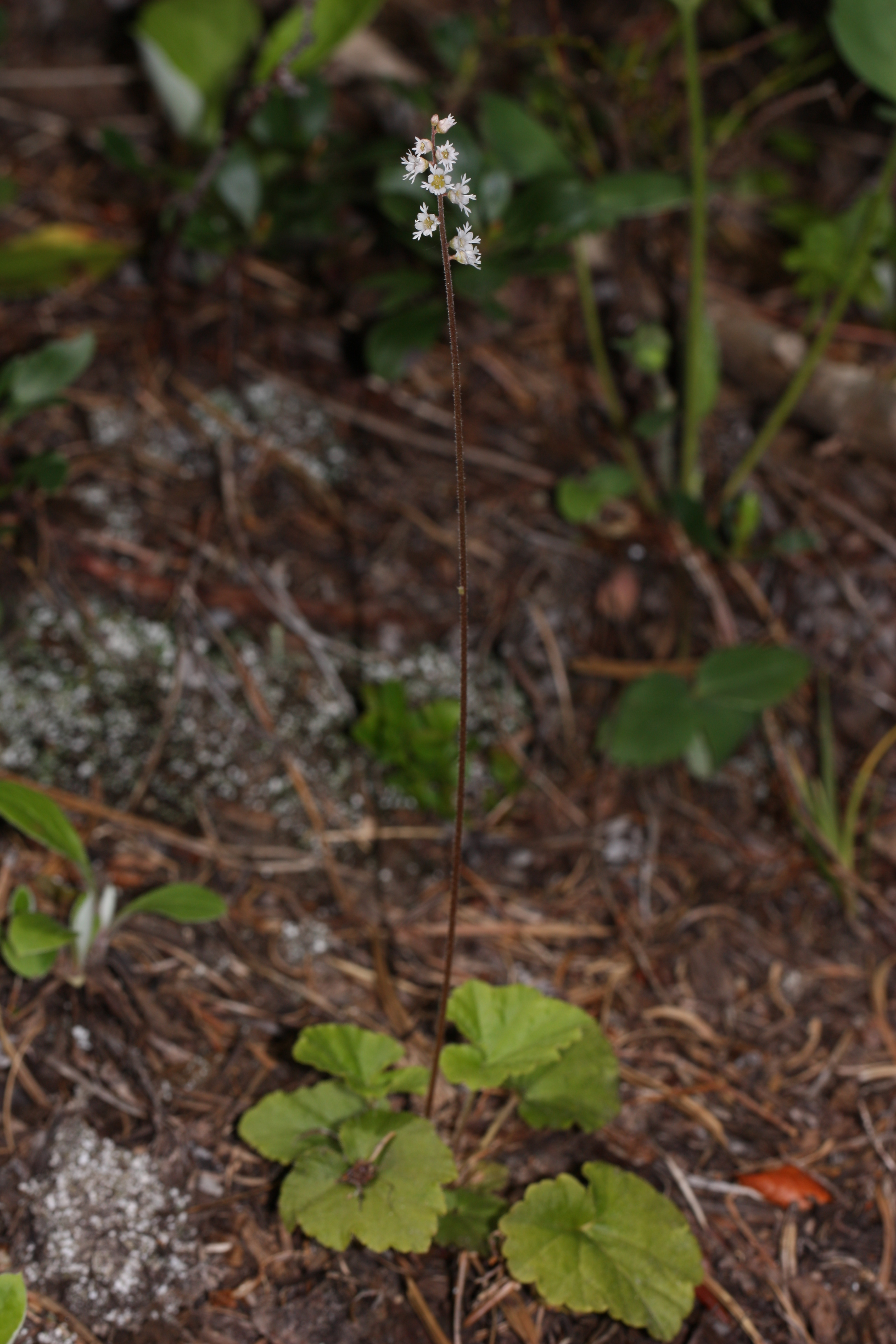
Mitella trifida

Mitella, utajma (Mitella) – rodzaj roślin z rodziny skalnicowatych. Obejmuje 21 gatunków. Występują one w Ameryce Północnej oraz Azji (od Chin poprzez Mongolię i Koreę, po Japonię i Rosję). Największy zasięg ma Mitella nuda będący gatunkiem cyrkumborealnym. Największa różnorodność gatunków występuje w Japonii, gdzie rośnie ich 13. Niektóre gatunki sadzone są jako ozdobne ze względu na ozdobne liście.

## Morfologia
PokrójNiskie, kępowe byliny osiągające do 0,2 m wysokości (rzadko do 0,5 m), z pełzającymi kłączami, czasem z rozłogami.
LiścieZimozielone, o blaszce zaokrąglonej, jajowatej lub nerkowatej, zwykle płytko klapowanej. Liście skupione są w przyziemną rozetę, u niektórych gatunków występuje kilka liści łodygowych, u innych łodyga kwiatostanowa jest bezlistna.
KwiatyDrobne, zebrane w szczytowe kwiatostany groniaste. Pięć działek kielicha zrośniętych jest u nasady. Płatki, których jest także pięć, są wolne, u niektórych gatunków są nieobecne. Zwykle są wąskie i podzielone na kilka nitkowatych łatek. Listki okwiatu są zielonkawe, białawe lub zielonożółte. Krótkich pręcików jest 5 lub 10. Zalążnia górna lub wpół dolna, jest jednokomorowa, ale powstaje z dwóch owocolistków, każdy z osobną, krótką szyjką słupka.
OwoceTorebki rozdzielające się na szczycie na dwie części, zawierają liczne, drobne nasiona.

## Systematyka
Rodzaj w tradycyjnym ujęciu jest taksonem polifiletycznym, obejmującym kilka linii rozwojowych, czasem wyodrębnianych jako odrębne rodzaje (Mitella, Ozomelis Rafinesque, Pectiantia Rafinesque). Niektóre badania świadczą o tym, że gatunek M. ovalis jest blisko spokrewniony (siostrzany) dla rodzaju Tolmiea.
Pozycja rodzaju według APweb (aktualizowany system APG IV z 2016)
Rodzaj z rodziny skalnicowatych (Saxifragaceae) z rzędu skalnicowców (Saxifragales). 
Wykaz gatunków
- Mitella acerina Makino
- Mitella amamiana Y.Okuyama
- Mitella breweri A.Gray
- Mitella caulescens Nutt. – mitella łodygowa[4]
- Mitella diphylla L. – mitella dwulistna[4][5]
- Mitella diversifolia Greene
- Mitella doiana Ohwi
- Mitella formosana (Hayata) Masam.
- Mitella furusei Ohwi
- Mitella × inamii Ohwi & Okuyama
- Mitella integripetala Boissieu
- Mitella × intermedia Bruhin
- Mitella japonica Maxim.
- Mitella kiusiana Makino
- Mitella koshiensis Ohwi
- Mitella nuda L.
- Mitella ovalis Greene
- Mitella pauciflora Rosend.
- Mitella pentandra Hook. – mitella pięciopręcikowa[5]
- Mitella stauropetala Piper
- Mitella stylosa Boissieu
- Mitella trifida Graham
- Mitella yoshinagae Hara